# Лепчинце
Лепчинце или Лепчинци (на сръбски: Лепчинце, Lepčince) е село в Югоизточна Сърбия, Пчински окръг, Град Враня, община Враня.

## География
Селото се намира в планински район. Разположено е основно на южния склон на рида Трещено дърво, от дясната страна на Лепчинската река. По своя план е пръснат тип селище, съставено от махали. Отстои на 20 км южно от общинския и окръжен център Враня, на 2 км източно от село Копаняне и на запад от селата Чурковица и Марганце. Северно от селото, на рида Трещено дърво, се намира Лепчинският манастир „Свети Пантелеймон“.

## История
Към 1903 г. селото е съставено от шест махали – Белчинска, Рошачка, Вучинска, Мишинска, Ерска и Станоинска.
По време на Първата световна война селото е във военновременните граници на Царство България, като административно е част от Вранска околия на Врански окръг и е център на Лепчинската община.

## Население
Според преброяването на населението от 2011 г. селото има 103 жители.

### Етнически състав
Данните за етническия състав на населението са от преброяването през 2002 г.
- сърби – 124 жители (99,2%)
- неизяснени – 1 жител (0,8%)